# Augustus d'Este
Sir Augustus Frederick d'Este KCB KCH (3. ledna 1794, Essex – 28. prosince 1848, Kensington Gore) byl syn prince Augusta Fredericka, vévody ze Sussexu a lady Augusty Murray, a vnuk krále Jiřího III. Jelikož manželství jeho rodičů bylo v rozporu se zákonem Royal Marriages Act z roku 1772, byl považován za nelegitimního syna.

## Nemoc Augusta d'Este
Augustus d'Este je jedna z prvních osob, u níž lze historickou rekonstrukcí potvrdit diagnózu roztroušené sklerózy (RS). Vývoj jeho RS, nemoci jenž za jeho života ještě nebyla známá, je znám z jeho deníků, které si psal. Ve svých denících zanechal detailní popis 22 let svého života s touto nemocí. Deník začal psát v roce 1822 a poslední záznam pochází z roku 1846; až do roku 1948 se však o deníku nevědělo.
Jeho symptomy začaly ve věku 28let náhlou přechodnou ztrátou zraku po pohřbu jeho přítele. V průběhu nemoci se u něj projevila slabost v nohou, těžkopádnost rukou, necitlivost, závratě, poruchy močového měchýře a erektilní dysfunkce. V roce 1844 začal používat kolečkové křeslo. Navzdory své nemoci si zachoval optimistický pohled na život.